# کردلر، آغجه‌بدی
کردلر، آغجه‌بدی (به ترکی آذربایجانی: Kürdlər) یک منطقهٔ مسکونی در جمهوری آذربایجان است که در شهرستان آغجه‌بدی واقع شده‌است. کردلر ۸۹۱ نفر جمعیت دارد.